# Claudia Schmidt
Claudia Schmidt (ur. 26 kwietnia 1963 w Salzburgu) – austriacka polityk, pedagog i działaczka samorządowa, posłanka do Parlamentu Europejskiego VIII kadencji.

## Życiorys
Ukończyła średnią szkołę muzyczną, w 1981 zdała egzamin maturalny. Studiowała medycynę na Uniwersytecie w Innsbrucku, a następnie pedagogikę na Uniwersytecie w Salzburgu. Kształciła się także w zakresie pedagogiki specjalnej na Uniwersytecie Wiedeńskim, uzyskując w 1989 magisterium. W latach 1989–2009 była zawodowo związana z Lebenshilfe Österreich, stowarzyszeniem działającym na rzecz osób upośledzonych lub opóźnionych umysłowo, pełniąc m.in. funkcję dyrektora działu organizacji i zarządzania w Salzburgu. Zaangażowała się również w działalność polityczną w ramach Austriackiej Partii Ludowej. Od 1999 wybierana do rady miejskiej w Salzburgu, w latach 2004–2009 była przewodniczącą klubu radnych swojego ugrupowania, a w 2009 objęła stanowisko w zarządzie miasta.
W 2014 z ramienia ludowców uzyskała mandat deputowanej do PE VIII kadencji.